# La misa roja
 La misa roja  es el cuarto capítulo de la cuarta temporada de la serie dramática El ala oeste de la Casa Blanca.

## Argumento
El desenlace con los terroristas de la Universidad de Iowa se complica por la presencia de un niño enfermo. Afortunadamente todo se arregla con un asalto en el que muere uno de los criminales y otro es herido. Leo se entrevista con el ministro de Defensa de Israel, Ben Yosef, tras recibir un premio de este. Entre otras cosas, hablan sobre la muerte de su homólogo de Qumar, pidiéndole el primero que, tras las acusaciones árabes, no hagan nada. Poco tiempo después, el servicio de inteligencia informará que el avión del mandatario judío ha desaparecido en Líbano.
Además, Sam sospecha que ha sido su propio gobierno quien han ordenado la muerte del ministro de Qumar. Por su parte, Josh se entrevista con Amy Gardner y el senador Stackhouse sobre la candidatura de este y sus propuestas. Entre otras, la de evitar que el senador Ritchie prohíba dar gratuitamente a los toxicómanos jeringuillas desechables. 
Al final del episodio, y tras la misa en la catedral de San Mateo en Washington D. C. el senador renunciará tácitamente a su candidatura para apoyar al Presidente, y este hará suya la propuesta de luchar porque se siga repartiendo las jeringuillas entre los toxicómanos. 

## Comentarios
- El título del episodio hace referencia a la misa que se hace todos los años en otoño en la Catedral de San Mateo de Washington D. C. y en la que suele asistir el Presidente de los Estados Unidos.

## Premios
- Nominado al Mejor Actor Secundario a John Spencer (Premios Emmy)[1]

## Enlaces
- Enlace al Imdb
- Guía del Episodio (en inglés)